# Стилбейская индустрия
Стилбейская индустрия, англ. Stillbay industry — условное обозначение, которое археологи Гудвин и ван Рит Лове в 1929 году присвоили характерным каменным орудиям  среднего каменного века Африки по английскому названию курортного города Стилбай (африк. Stilbaai, англ. Still Bay) в ЮАР, где они впервые были обнаружены. Вероятно, стилбейская индустрия развилась из ашельской. По сравнению с ашелем, в стилбейской индустрии использовались не только каменные орудия, но также выполненные из кости и оленьего рога.
Существовала в период примерно с 71,9 до 71,0 тыс. лет назад с погрешностью около 5 тыс. лет. Несмотря на погрешность, данные находок позволяют предположить, что индустрия существовала не более тысячелетия.. Позже в регионе господствовала сходная, но более развитая ховисонс-портская индустрия.
В 1974 году Сэмпсон подверг сомнению правомерность использования термина в связи с недостаточно хорошим описанием археологических памятников и отсутствием стратиграфической полноты Тем не менее, более поздние исследования таких памятников, как пещера Бломбос, пещера Дипклоф и пещера Сибуду, подтвердили существование данной индустрии.
Стилбейская индустрия во многом сходна с мустьерскими орудиями в Европе.
Особенностью стилбейской индустрии была предварительная термическая обработка камня до отсечения от него отщепов, которая не только увеличивала длину отщепов до 5 см, но и делала их тоньше и острее, поскольку их можно было откалывать почти параллельно поверхности камня. Термическая обработка позволяла с большей точностью отламывать от камня отщепы, компенсируя неровность его поверхности.

Кайл Браун (Kyle Brown), один из исследователей стилбейской индустрии, следующим образом высказался о её носителях: «Эти люди были исключительно умны… Я не думаю, что подобные знания можно было передавать из поколения в поколение при отсутствии языка.» 